# Tetrakis(acetonitril)kupfer(I)-tetrafluoroborat
Tetrakis(acetonitril)kupfer(I)-tetrafluoroborat ist eine Komplexverbindung des Kupfers mit Acetonitril als Liganden und Tetrafluoroborat als Gegenion.

## Herstellung
Tetrakis(acetonitril)kupfer(I)-tetrafluoroborat kann ausgehend von Nitrosyltetrafluoroborat hergestellt werden, welches wiederum aus Distickstofftetroxid und Tetrafluoroborsäure gewonnen wird. Das Nitrosyl-Salz wird dann mit metallischem Kupfer in Acetonitril umgesetzt. Dabei entsteht zunächst der grün-blaue Kupfer(II)-Komplex, der jedoch durch weiteres metallisches Kupfer zum Kupfer(I)-Komplex reduziert wird. Durch Kochen mit zusätzlichem Kupferpulver bis zur Entfärbung wird ausschließlich der Kupfer(I)-Komplex erhalten.

## Eigenschaften
Tetrakis(acetonitril)kupfer(I)-tetrafluoroborat bildet farblose Kristalle im orthorhombischen Kristallsystem in der Raumgruppe Pna21 (Raumgruppen-Nr. 33) mit den Gitterparametern a = 23,882 Å; b = 8,3285 Å, c = 20,338 Å, sowie zwölf Formeleinheiten pro Elementarzelle. Die Verbindung ist isomorph zu Tetrakis(acetonitril)kupfer(I)-perchlorat und Tetrakis(acetonitril)silber(I)-perchlorat.

## Verwendung
Aus Tetrakis(acetonitril)kupfer(I)-tetrafluoroborat kann durch Umsetzung mit Methoxyisobutylisonitril das Tetrakis(methoxyisobutylisonitril)kupfer(I)-tetrafluoroborat hergestellt werden. Dieses dient wiederum zur Herstellung von Technetium(99mTc)-Sestamibi.